# 89式魚雷
89式魚雷（はちきゅうしきぎょらい）は、海上自衛隊が装備している長魚雷。
開発名称G-RX2、1989年に制式採用された。開発は技術研究本部、製造は三菱重工業。

## 概要

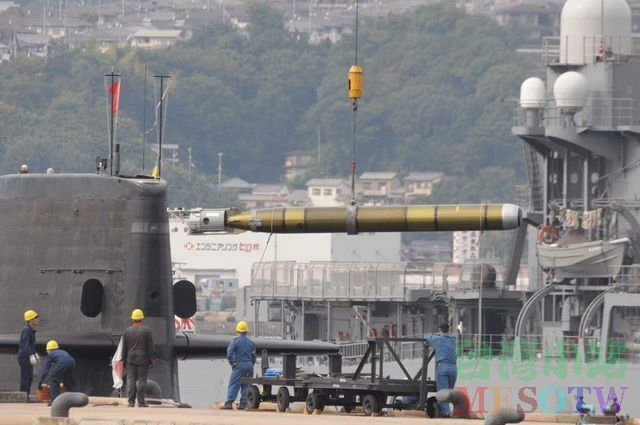
89式魚雷の搭載作業

潜水艦搭載の対潜水艦・対水上艦向け兵装であり、80式魚雷の後継となるものである。平成26年度の政策評価書においては、89式魚雷及び89式魚雷(B)の2種類が記載されている。
オットー燃料IIを用いた熱航行機関の斜板機関を有している。前作より雷速の向上が図られたほか、深深度対応も考慮された。有線誘導が可能で、アクティブ/パッシブ・ソナーを持つ。アメリカ合衆国のMk48に相当する。
後継として防衛装備庁において、囮装置をはじめとする魚雷防御手段などへの対応能力向上や、沿海・浅海域においても目標を探知・攻撃できることを目的とした18式魚雷が開発された。

## 搭載潜水艦
- はるしお型潜水艦：魚雷発射管HU-603B[6]。
- おやしお型潜水艦：魚雷発射管HU-605[6]。
- そうりゅう型潜水艦：魚雷発射管HU-606[6]。